# Kurchanski
Svobodni (del ruso: Свободный) es un jútor del raión de Primorsko-Ajtarsk del krai de Krasnodar en el sur de Rusia. Está situado junto a las marismas y limanes que forman la desembocadura del río Kirpili, 17 km al sureste de Primorsko-Ajtarsk y 114 km al noroeste de Krasnodar, la capital del krai. Tenía 583 habitantes en 2010.
Pertenece al municipio Svobodnoye.